# ミロラド・チャビッチ
ミロラド・チャビッチ（Milorad Čavić、1984年5月31日 - ）はセルビアの競泳選手。アメリカで生まれたため、アメリカとセルビアの二重国籍。

## 主な戦績

### 2008年アイントホーフェン欧州水泳選手権
50mバタフライに出場し23秒11の欧州新で優勝したが、表彰式に「コソボはセルビアだ」と書かれたTシャツを着て登場したため、「政治的行為の禁止」に反するとして、この大会の残り全レース出場停止となった。

### 2008年北京オリンピック競技大会
100m自由形は予選を48秒15と全体の6位で通過したが準決勝には出場しなかった。100mバタフライでは予選50秒76、準決勝50秒92と共に1位で通過しながら、決勝で50秒59とマイケル・フェルプスにわずか0.01秒差で敗れ銀メダルとなった。この判定にセルビア陣営は抗議したが結局受け入れられなかった。

### 2008年リエカ欧州短水路選手権
50mバタフライは22秒36で2位、100mバタフライは49秒19の欧州新で1位となった。

## 自己ベスト
| 泳法       | 距離 | 水路   | 記録   | 樹立日         | 大会名                         |
| ---------- | ---- | ------ | ------ | -------------- | ------------------------------ |
| 自由形     | 100m | 長水路 | 48秒15 | 2008年8月12日  | 第29回北京オリンピック競技大会 |
| バタフライ | 50m  | 長水路 | 22秒67 | 2009年7月27日  | 2009年世界水泳選手権           |
| バタフライ | 100m | 長水路 | 49秒95 | 2009年8月1日   | 2009年世界水泳選手権           |
| バタフライ | 100m | 短水路 | 49秒19 | 2008年12月12日 | 第16回リエカ欧州短水路選手権   |